# 몽강연합자치정부
몽강연합자치정부(중국어: 蒙疆聯合自治政府, 병음: Měngjiāng Liánhé Zìzhì Zhèngfǔ, 몽골어: ᠮᠣᠩᠭᠣᠯ ᠤᠨ
ᠨᠤᠲᠤᠭ ᠤᠨ
ᠨᠢᠭᠡᠳᠦᠭᠰᠡᠨ
ᠠᠦ᠋ᠲ᠋ᠣᠨᠣᠮᠢᠲ
ᠵᠠᠰᠠᠭ ᠤᠨ
ᠭᠠᠵᠠᠷ) 또는 몽강국(蒙疆國)은 지금의 중화인민공화국 내몽골 자치구 일대에 있던 일본제국의 식민지 국가이다. 몽강국은 만주국 차하르성(察哈爾省)과 수원성(쑤이위안성, 綏遠省)을 통치 범위로 했으며, 수도는 장자커우(張家口)였다.

## 개요
내몽골 독립 운동가인 데므치그돈로브에 의해 1936년 5월 12일 몽골군 정부로서 수립되었다.
1933년 3월, 일본 관동군이 중화민국의 영토인 열하성(러허성, 熱河省)을 침공해 합병한 열하사변(熱河事變) 이래, 4월 차하르성을 침공하면서 내몽골을 향한 일본의 침략 야욕이 본격화되었다. 7월에 내몽골 지역의 유력인사이며 청나라에서 내몽골 지역의 왕공족이라는 귀족의 직함을 맡았었던 데므치그돈로브는 내몽골의 유력자들을 불러모아 국민정부와 장제스에게 이러한 정세를 바탕으로 내몽골의 자치를 요구할 목적으로 몽골 자치 협의회를 구성하기에 이른다.
장제스는 데므치그돈로브 휘하의 내몽골 유력인사들이 내몽골 지역을 일본에 송두리째 넘기는 사태를 막기 위해 자치정부를 중앙 행정원 직속으로 설립해줄 것을 약속한다. 하지만 데므치그돈로브는 거기서 만족하지 않고 만주국에 주둔한 일본 관동군과 군수물자들을 주고받으며, 그들과 몽골국의 건국을 논의하는 등 비밀리에 지속적으로 협력하였다.
1936년 2월 10일, 데므치그돈로브는 현 중국 내몽골 자치구 시린궈러 맹의 쑤니터 우기 지역에 있었던 덕왕부에서 '몽골군 총사령부' 성립행사를 가지고 행사 연설에서 스스로 칭기즈 칸의 30대손이라 자칭하면서, 칭기즈 칸의 정신을 이어받아 몽골족의 모든 고유한 영토를 되찾고, 민족 부흥의 대업을 이루어야 한다고 주장하였다. 데므치그돈로브는 그의 사령부가 소련 뜻대로 움직이는 외몽골에 대항하는 정통 몽골 세력임을 내세웠는데, 그 까닭은 데므치그돈로브의 장기목표가 그의 세력을 기반으로 내몽골을 통일한 뒤, 외몽골 (몽골 인민 공화국), 소련령 부랴티아까지 합병, 몽골족의 통일을 이루려는 데 있었기 때문이었다. 그러나 이러한 계획을 관동군은 만주국의 불안정 등 여러 사안, 특히 소련과의 충돌을 제일 염려하여 극구 만류했다. 결국 그의 구상은 내몽골의 독립국가 정도로 상당히 수정되었다.
그 후 1936년 4월에 몽골족 총회가 열렸고, 5월 1일 몽골군사정부강령이 채택되었으며, 12일 '몽골군사정부'의 성립이 선언되면서 평소 내몽골 귀족 사이에 명망이 깊었던 왕공족인 운왕을 몽골군사정부 주석직에, 그리고 데므치그돈로브는 총재직에 취임하였다. 1937년에 노구교 사건을 빌미로 중일전쟁을 시작한 일본군의 중국 대륙 침공에 편승한 데므치그돈로브는 본격적으로 일본의 지원을 받아 몽골군사정부 영토에 주둔했던 중국군과 전투를 하게 되었으나 패배했다. 물론 그 이후 관동군의 지원에 따라 영내에 있는 중국군을 격퇴하기도 했으나, 식민지로 전락된 내몽골에는 일본군 지배가 더욱 짙어졌다.
관동군의 지원하에 1937년 10월 27일, 후허하오터에서 2일동안 개최된 제 2차 몽골족 총회의에서 몽골연합자치정부의 법과 강령의 제정 문제와 2차 몽골 총회의 선언문을 발표하는 것 등에 관해 논의하였고, 28일 후허하오터를 수도로 하여 몽골연맹자치정부가 출범하였다. 1938년에 사망한 운왕을 대신해 데므치그돈로브가 주석직에 취임하였고 그 후, 몽골연합자치정부는 일본 관동군의 권유에 따라 1938년 일본제국의 황하 이북, 차하르성과 허베이성, 산시성의 기존 괴뢰정부들인 찰남자치정부, 진북자치정부와 함께 몽강공동위를 구성하게 된다.
1939년 9월 몽강공동위는 구성원인 세 개의 괴뢰 정권과 함께 장자커우로 천도하여, 데므치그돈로브를 정부수반 직책인 주석직에 추대한다. 데므치그돈로브가 이를 수락하고, 몽강공동위는 '몽강연합자치정부'로 이름을 바꾸며 몽강국은 정식 출범한다. 하지만 비슷한 처지에 있던 푸이의 만주국이 미국 등의 묵인, 중화민국의 불가피한 인정, 독일의 외교적 승인 등 추축국의 일원으로 인정받은 데 비해, 몽강연합자치정부는 일본과 만주국만이 승인해 주었다. 그마저도 1941년에 철회되기에 이른다.
'몽강연합자치정부'는 1939년 정식 수립했지만 실상은 관동군의 농간으로 산서성 북부와 하북성 북부의 한인 거주지역까지 대거 포함시키는 바람에 인구의 95%가 한족이 되어 버렸다. 이는 일본제국의 꼭두각시에 불과한 데므치그돈로브의 내몽골인의 독립국이라는 구상과 동떨어진데다가 이미 실권까지 모두 일본인이 쥐고 있었다. 더욱이 결정적으로 얼마 지나지 않아 1940년, 왕징웨이 공작의 결과로 난징에서 일본의 또 다른 식민지 괴뢰국인 왕징웨이 정권이 정식 수립되며 일본 제국의 계략으로 몽강연합자치정부는 완전 독립이 아닌 명목상이지만 식민지 정부인 난징 정부의 자치정부 형태로 전락할 위기에 처하자 분노한 데므치그돈로브는 장제스와 내통한다. 결국 이것은 관동군에 발각되었지만 데므치그돈로브를 대신할 만한 괴뢰가 없어서 데므치그돈로브를 그대로 내버려두었다. 그렇게 데므치그돈로브가 꿈꾼 내몽골 독립의 꿈은 깨지고 말았다. 몽강연합자치정부는 일본의 식민지라는 한계를 벗어나지 못했으며, 데므치그돈로브는 만주국의 푸이처럼 단지 꼭두각시였을 뿐이다.
1941년 8월 4일 난징 괴뢰정권하에 속하는 자치정부로 전락한 몽강연합자치정부는 몽골자치구로 이름을 개명당하고, 그 후에도 일본 관동군의 식민지 괴뢰정부로서 존속했었다. 물론 명목상으로는 난징 정권(왕징웨이 정권)하의 자치정부로 전락했지만, 실질적으로는 난징 정부의 영향이 전혀 미치지 않고 일본군의 직접 통치를 받았으며 꼭두각시 데므치그돈로브를 수반으로 한 식민지 괴뢰정부였다. 몽골자치구가 중화민국의 연호인 민국을 쓰는 대신에 칭기즈 칸을 기준으로 한 것이 그를 뒷받침한다. 2차 대전의 말미에 결국 소련의 대일 선전포고 직후인 1945년 8월, 몽골 군대와 소련군의 합동작전인 만주 작전으로 인해 소련군 플리예프 기병-기계화 집단이 내몽골 사막을 건너 쳐들어와 8월 19일 멸망하였다. 소련은 아예 내몽골을 몽골에 병합시키려 하였으나 미국의 반대로 철회하였고 그 후 내몽골 인민 공화국의 수립과 국공내전기 중국 공산당의 내몽골 인민위원회의 설립을 거쳐 현재는 내몽골자치구로 이어지고 있다.

## 군대
몽강연합자치정부는 대포와 군대를 갖추고 있었으나 전부 일본군의 소유였고 전차나 비행기는 수천대에 소총 등의 총류 또한 일본군이 가지고 있었다. 몽강연합자치정부의 군인은 사실상 총알받이였고 제대로된 군대식 교육을 받지 못했고 대부분의 전투는 일본 관동군이 수행했다.

## 같이 보기
- 괴뢰국
- 일본 제국
- 만주국
- 왕징웨이 괴뢰정권